# Rougefay
Rougefay ist eine französische Gemeinde mit 89 Einwohnern (Stand 1. Januar 2022) im Département Pas-de-Calais in der Region Hauts-de-France. Sie gehört zum Arrondissement Arras und zum Kanton Auxi-le-Château.
Nachbargemeinden von Rougefay sind Haravesnes im Nordwesten, Aubrometz im Norden, Conchy-sur-Canche im Nordosten, Buire-au-Bois im Südwesten sowie Vacquerie-le-Boucq und Boffles im Südosten.

## Bevölkerungsentwicklung
| Jahr      | 1962 | 1968 | 1975 | 1982 | 1990 | 1999 | 2007 |
| Einwohner | 171  | 173  | 171  | 147  | 130  | 115  | 103  |